# Kinotavr 2015
Le Kinotavr 2015, 26e édition du festival, s'est déroulé du 7 au 14 juin 2015.

## Déroulement et faits marquants
Le film De l'amour d'Anna Melikian remporte le Grand Prix, Alekseï Fedortchenko remporte le Prix de la mise en scène pour Les Anges de la révolution et le Prix du meilleur premier film est remis au film The Gulls d'Ella Manzheeva.

## Jury
- Alekseï Outchitel (président du jury), réalisateur
- Yuri Klimenko, directeur de la photographie
- Nikolai Kulikov, scénariste
- Natalya Mokritskaya, productrice
- Alexeï Riazantsev, distributeur
- Andreï Smoliakov, acteur
- Olesya Sudzilovskaya, actrice
- Peter Shepotinnik, critique

## Sélection

### En compétition
- 14 ans, premier amour (14+) d'Andreï Zaïtsev
- No Comment d'Artem Temnikov
- Les Anges de la révolution (Ангелы революции) d'Alekseï Fedortchenko
- The Guest de Denis Rodimine
- Insight d'Alexandre Kott
- Criminel de Viktor Dement
- A Guy from our Cemetery d'Ilya Chizhikov et Anton Chizhikov
- Pioneer Heroes de Natalia Kudryashova
- De l'amour (Про любовь) d'Anna Melikian
- Le Syndrome de Petrouchka d'Elena Khazanova
- Salvation d'Ivan Vyrypaev
- Le pays d'Oz (Страна ОЗ) de Vassili Sigarev
- Rag Union (Тряпичный союз) de Mikhaïl Mestetski
- The Gulls d'Ella Manzheeva

### Film d'ouverture
- - La fin de la belle époque (Конец прекрасной эпохи) de Stanislav Govoroukhine

### Film de clôture
- Le Carrosse vert (Зелёная карета) d'Oleg Assadouline

### Hors compétition - Cinéma sur la place
- Ici les aubes sont calmes (А зори здесь тихие…) de Renat Davletiarov
- Bataillon (Батальонъ) de Dmitri Meskhiev
- Résistance (Битва за Севастополь) de Sergueï Mokritskiy
- Embrasse-les tous! 2 (Горько! 2) de Jora Krijovnikov
- La route de Berlin (Дорога на Берлин) de Sergueï Popov
- Pas de lune de miel (Не свадебное путешествие) de Roman Prigounov
- Sans esprit 2 (Духless 2) d'Evgueni Cheliakine
- Noël 1914 (Ёлки 1914) (film collectif)
- Mama daragaya (Мама дарагая) de Yaroslav Tchevajevski
- Pirates du XXe siècle (Пираты XX века) de Boris Dourov
- Le fantôme (Призрак) d'Aleksandr Voytinskiy
- La reine des neiges 2 (Снежная королева-2. Перезаморозка) d'Alexeï Tsitsiline
- Le bonheur est ... (Счастье – это...) d'Artiom Prokhorov et Leonid Zalesski
- Le secret de la tour Soukharev: le magicien de l'équilibre. (Тайна Сухаревой башни. Чародей равновесия) de Sergueï Seriogine
- Les Trois Chevaliers : le coup du cavalier(Три богатыря. Ход конём) de Constantin Feoktistov

## Palmarès
- Grand Prix : De l'amour (Про любовь) d'Anna Melikian.
- Prix de la mise en scène : Les Anges de la révolution (Ангелы революции) d'Alekseï Fedortchenko.
- Prix du meilleur premier film : The Gulls d'Ella Manzheeva.
- Prix du meilleur acteur : les acteurs masculins dans Rag Union.
- Prix de la meilleure actrice : Polina Grishina dans Salvation.
- Prix de la meilleure photographie : Andrey Naydenov pour Criminel.
- Prix du meilleur scénario : Vassili Sigarev et Andreï Ilyenkov pour Le pays d'Oz.
- Prix de la meilleure musique : Le Syndrome de Petrouchka.
- Prix spécial du jury : 14 ans, premier amour (14+) d'Andreï Zaïtsev.